# Mine de Martha
La mine de Martha est une mine à ciel ouvert d'or située tout près de la ville de Waihi dans le district de Hauraki en Nouvelle-Zélande.

## Histoire
C'est William Nicholl qui s'appropria le terrain à la fin du XIXème siècle. En 1882, les premières extractions commencèrent. La mine de Martha devint l'une des plus importantes mines d'argent et d'or. Waihi, la ville où se trouve la mine, prospéra également, et fut en 1908 la ville qui se développait le plus vite dans la province d'Auckland.